# Evelyn Palek
Evelyn Kratky-Palek (* 11. März 1955 in München) ist eine deutsche Schauspielerin, Synchronsprecherin und Moderatorin.

## Leben
Palek wurde auf dem „zweiten Bildungsweg“ Schauspielerin. Sie studierte am Richard-Strauss-Konservatorium München Klavier und Pädagogik an der Pädagogischen Hochschule München-Pasing. Während ihres Studiums arbeitete sie als Komparsin und wurde hierbei von Kurt Wilhelm entdeckt, der sie für eine Hauptrolle besetzte. Es folgten größere Kino- und Fernsehrollen.
In den 1990er Jahren übernahm sie die Rolle der Elfriede Berger in der ARD-Vorabendserie Marienhof, in der sie vom 27. Oktober 1992 bis Februar 1994 zu sehen war.
1995 machte sie eine Ausbildung zur Kinesiologin. Sie arbeitet für die Mukifo Musikschule für Kindergärten in München und leistet seit über 20 Jahren therapeutische Arbeit im Bereich musikalische Frühförderung bei Kindern mit Lernproblematik. Sie ist verheiratet und Mutter zweier erwachsener Kinder.

## Filmografie

### Kino
- 1974: Wetterleuchten über dem Zillertal
- 1975: Ich denk’, mich tritt ein Pferd (alternativ: „Oh, diese Weiber“)

### Fernsehen
- 1975: Der Brandner Kaspar und das ewig’ Leben (als Vroni)
- 1975: Heirat auf Befehl (als Vroni)
- 1976: Das Haus der Krokodile (als Louise Laroche)
  - Der Mann im Spiegel
  - Der nächtliche Besucher
  - Die Geburtstagsfeier
- 1976: Tatort: Fortuna III (als Ellen Schelle)
- 1976–1979: Derrick
  - 1976: Folge 28: Pecko (als Inge Biebach)
  - 1978: Folge 51: Ute und Manuela
  - 1979: Folge 61: Ein Kongreß in Berlin (als Lore Hinz)
- 1977: Pariser Geschichten
- 1977: Der Alte – (Folge 3: Der Alte schlägt zweimal zu)
- 1977: Sonderdezernat K1 – Der Blumenmörder (als Hella König)
- 1977: Drei sind einer zuviel (als Steffi Finkenzeller)
- 1977: Sachrang (als Urschl Huber)
- 1978: Oh, dieser Vater (als Anna)
- 1979: Die unsterblichen Methoden des Franz Josef Wanninger – Alter Plunder, junges Blut (als Gisela Holtenau)
- 1981: Polizeiinspektion 1 – Die Trickdiebin (als Karin)
- 1983: Unsere schönsten Jahre – Wochenend und Sonnenschein (als Apothekerin)
- 1983: So oder so ist das Leben (Teil 3/4)
- 1992–1994: Marienhof (als Elfriede Voss, gesch. Berger)
- 1995: Risiko Null – Der Tod steht auf dem Speiseplan
- 2006: Kommissarin Lucas – Das Verhör (als Dr. Frank)